# Birim Central
Birim Central är ett distrikt i Ghana.   Det ligger i regionen Östra regionen, i den södra delen av landet, 100 km väster om huvudstaden Accra. Arean är 1 090 kvadratkilometer.
Terrängen i Birim Central är platt.